# Diary of a Madman
Albums de Ozzy Osbourne
Blizzard of Ozz
(1980) Speak of the Devil
(1982)
Singles
Diary of a Madman est le deuxième album du chanteur anglais Ozzy Osbourne. Il est sorti originellement le 7 novembre 1981 sous l'étiquette Jet Records. Il a été produit par Max Norman, Ozzy Osbourne et Randy Rhoads.

## Historique
Cet album fut enregistré en l'espace de trois semaines entre février et mars 1981. L'enregistrement se déroula en Angleterre aux Ridge Farm studios de Rusper dans le Sussex de l'Ouest. 
Les musiciens sur cet album sont les mêmes que sur Blizzard of Ozz, mais Lee Kerslake et Bob Daisley ont quitté le groupe avant la sortie de l'album. Ils ont été remplacés par Tommy Aldridge et Rudy Sarzo qui seront crédités sur la pochette de l'album sans y jouer. Il est aussi le dernier album studio avec Randy Rhoads, celui-ci décédant dans un accident d'avion en 1982.
Comme la réédition 2002 de Blizzard of Ozz, celle de cet album verra ses parties de batterie et de basse ré-enregistrées par Mike Bordin et Robert Trujillo, alors membres du groupe d'Ozzy. La réédition de 2011 réhabilitera les enregistrements et les musiciens originaux.
La version en public de I Don't Know (titre bonus réédition 2002) est tirée du single Flying High Again. D'abord intitulée Strange Voyage, la chanson S.A.T.O (7e chanson sur l'album) ne veut pas dire : "Sail Across The Ocean" mais Sharon. Adrian. Thelma. Ozzy.
Le petit garçon sur la pochette est Louis, le fils qu'Ozzy eut lors de son premier mariage avec Thelma.
Diary of a Madman se classa à la 16e place du Billboard 200 aux États-Unis et à la 14e place des charts britanniques.

## Listes des titres
- Tous les titres sont signés Osbourne / Daisley / Kerslake / Rhoads, sauf indications.

Face 1
| No | Titre                        | Auteur                    | Durée |
| -- | ---------------------------- | ------------------------- | ----- |
| 1. | Over the Mountain            |                           | 4:31  |
| 2. | Flying High Again            |                           | 4:44  |
| 3. | You Can't Kill Rock And Roll | Osbourne, Daisley, Rhoads | 6:59  |
| 4. | Believer                     | Osbourne, Daisley, Rhoads | 5:17  |

Face 2
| No | Titre             | Auteur | Durée |
| -- | ----------------- | ------ | ----- |
| 5. | Little Dolls      |        | 5:38  |
| 6. | Tonight           |        | 5:50  |
| 7. | S.A.T.O.          |        | 4:07  |
| 8. | Diary of a Madman |        | 6:14  |

Titre bonus réédition 2002
| No | Titre               | Auteur                    | Durée |
| -- | ------------------- | ------------------------- | ----- |
| 9. | I Don't Know (live) | Osbourne, Daisley, Rhoads | 4:56  |

Disc bonus de la réédition 2011 (30th Anniversary)
- Titres enregistrés lors du "Blizzard of Ozz Tour"
- Tous les titres sont signés Osbourne / Daisley / Rhoads, sauf indications.

| No  | Titre                     | Auteur                                         | Durée |
| --- | ------------------------- | ---------------------------------------------- | ----- |
| 1.  | I Don't Know              |                                                | 4:50  |
| 2.  | Crazy Train               |                                                | 5:26  |
| 3.  | Believer                  |                                                | 5:37  |
| 4.  | Mr. Crowley               |                                                | 6:32  |
| 5.  | Flying High Again         | Osbourne, Daisley, Kerslake, Rhoads            | 4:17  |
| 6.  | Revelation (Mother Earth) |                                                | 5:58  |
| 7.  | Steal Away (The Night)    |                                                | 8:00  |
| 8.  | Suicide Solution          |                                                | 7:30  |
| 9.  | Iron Man (chanson)        | Osbourne, Tony Iommi, Geezer Butler, Bill Ward | 4:09  |
| 10. | Children of the Grave     | Osbourne, Iommi, Butler, Ward                  | 5:42  |
| 11. | Paranoid                  | Osbourne, Iommi, Butler, Ward                  | 3:23  |

## Musiciens
- Ozzy Osbourne : chant, producteur
- Randy Rhoads : guitares, producteur
- Bob Daisley : basse, gong (non crédité)
- Lee Kerslake : percussion, batterie (non crédité)
- Rudy Sarzo : basse (ne joue pas sur cet album mais sur le disque 2 de la réédition 2011)
- Tommy Aldridge : batterie, percussion  (ne joue pas sur cet album mais sur le disque 2 de la réédition 2011)
- Don Airey: claviers (crédité mais ne joue pas sur cet album)
- Robert Trujillo : basse (2002 réédition)
- Mike Bordin : batterie, percussion (2002 réédition)
- Johnny Cook : claviers (non crédité)
- Lindsay Bridgewater : claviers sur le disque live de la réédition 2011.

## Charts et certifications
| Pays             | Durée du classement | Meilleur classement |
| ---------------- | ------------------- | ------------------- |
| Canada           | 16 semaines         | 16e                 |
| États-Unis       | 75 semaines         | 16e                 |
| Nouvelle-Zélande | 1 semaines          | 42e                 |
| Royaume-Uni      | 12 semaines         | 14e                 |

| Pays       | Certification | Ventes      | Date       |
| ---------- | ------------- | ----------- | ---------- |
| Canada     | Platine       | 100 000 +   | 01/05/1983 |
| États-Unis | 3 × Platine   | 3 000 000 + | 26/10/1994 |

Charts singles
| Année | Single                       | Chart                  | Durée du classement | Position |
| ----- | ---------------------------- | ---------------------- | ------------------- | -------- |
| 1981  | Flying High Again            | Mainstream Rock Tracks | 25 semaines         | 2e       |
| 1982  | Flying High Again            | RPM Top Singles        | 5 semaines          | 33e      |
| 1982  | Over the Mountain            | Mainstream Rock Tracks | 8 semaines          | 38e      |
| 1982  | You Can't Kill Rock and Roll | Mainstream Rock Tracks | 13 semaines         | 41e      |

## À noter
- Le 20 juin 2007 au Japon on fit une remasterisation de l'album. Celle-ci ressemble à un petit vinyl. On peut l'acheter au coût de 34 $ ou avec sa boîte et les autres disques qui l'accompagnent pour la somme de 295 $.